# Russkoje Radio
Russkoje Radio (russisch Русское Радио; dt. Russisches Radio) ist ein russischer Musiksender aus Moskau, der sein Programm landesweit ausstrahlt und von allen Sendern den größten Marktanteil besitzt.

## Eigentümer
Russkoje Radio wurde 1995 gegründet. Der Sender ist im Besitz der regierungsnahen Holding Russkaja Mediagruppa, deren Eigentümer mit Ausnahme des größten russischen Mineralölkonzerns Lukoil unbekannt sind. Zur Russkaja Mediagruppa gehören die Zeitschrift Pingwin, der Fernsehsender RUTV, die Radiosender Radio RSN, Maksimum, Monte Carlo, D FM, Chit FM, die Werbeagentur RA Grammofon-Reklama, die Internetseite fomenko.ru und die Firmen Grammofon-rekords sowie Roskonzert.

## Programm
Russkoje Radio ist ein Musiksender mit einer Mischung aus nationaler Musik. Der Sender steht der Regierung von Wladimir Putin nahe, ist jedoch mehr auf Unterhaltung als auf politischer Information ausgerichtet.

## Verbreitung
Russkoje Radio ist in Russland landesweit zu empfangen. Der Sender wird über UKW gesendet. Russkoje Radio ist unter den russischen Sendern der Marktführer mit dem landesweit größten Marktanteil (etwa 19 %, Erhebung 2003). In Moskau, wo der Markt zwischen mehr Stationen härter umkämpft ist, erreicht der Sender mit knapp 13 % den zweitgrößten Höreranteil als jedoch immer noch bedeutendster Musiksender. Seit Juli 2003 produziert Russkoje Radio gemeinsam mit dem russischen Auslandsrundfunksender Stimme Russlands das Programm Russkoje Meschdunarodnoje Radio („Russisches Internationales Radio“) das über die Frequenzen der Stimme Russlands ausgestrahlt wird und so in vielen Ländern der Welt zumindest stundenweise zu empfangen ist.